# Деметріус Ендред
Деметріус Ендред (англ. Demetrius Andrade, нар. 26 лютого 1988, Провіденс, Род-Айленд, США) — американський професійний боксер, чемпіон світу за версіями WBO (2013—2015) та WBA (2017) в першій середній вазі, чемпіон світу за версією WBO (2018—2022) у середній вазі, чемпіон світу серед аматорів.

## Аматорська кар'єра
Ендред двічі (2005,2006) виграв чемпіонат США серед аматорів у напівсередній вазі і двчі був чемпіоном молодіжного турніру Золоті рукавички.
2005 року входив до складу збірної США на командному Кубку світу в категорії до 69 кг і програв обидва поєдинки Віталію Грушаку, який виступав за збірну Білорусі, — 18-27 та Андрію Баланову (Росія) — 17-35.
2006 року знову входив до складу збірної США на командному Кубку світу в категорії до 75 кг: переміг Рахіба Бейларова (Азербайджан) — 22-10 та Руслана Сафіулліна (Казахстан) — 17-7 і програв Еміліо Корреа (Куба) — 12-29.
На Панамериканських іграх 2007 в категорії до 69 кг Ендред здобув три перемоги, а у фіналі в рівному поєдинку поступився Педро Ліма (Бразилія).
На чемпіонаті світу 2007 Деметріус Ендред здобув шість перемог, у тому числі
- У чвертьфіналі переміг Джека Кулкая (Німеччина) — 30-9
- У півфіналі переміг Адема Кіліччі (Туреччина) — 22-6
- У фіналі переміг Нон Бунжумнонг (Таїланд) — RSCI 2

На Олімпійських іграх 2008 Деметріус Ендред вважався фаворитом, але після двох перемог над сильними суперниками Кахабером Жванія (Грузія) — 11-9 та Андрієм Балановим (Росія) — 14-3 у чвертьфіналі поступився бронзовому призеру Олімпіади 2004 Кім Чон Джу (Південна Корея) — 9-11.

## Професіональна кар'єра
Після Олімпіади Деметріус Ендред дебютував на професійному рингу.
Не маючи поразок, 9 листопада 2013 року він вийшов на бій за вакантний титул чемпіона світу за версією WBO у першій середній вазі проти американця вірменського походження Ванеса Мартиросяна. Ендред переважав суперника більшу частину бою і здобув титул чемпіона світу розділеним рішенням, хоч і побував у нокдауні в першому раунді.
Ендред провів один успішний захист титула, а у серпні 2015 року був позбавлений звання чемпіона через тривалу паузу без боїв.
11 березня 2017 року в бою проти Джека Кулкая (Німеччина) Ендред розділеним рішенням завоював титул чемпіона світу за версією WBA у першій середній вазі.
В наступному бою Ендред дебютував у середній вазі, а 20 жовтня 2018 року в бою проти намібійця Волтера Каутондоква завоював одностайним рішенням суддів вакантний титул чемпіона світу за версією WBO у середній вазі. Під час бою Каутондоква чотири рази побував у нокдаунах.
Впродовж 2019—2021 років Ендред провів п'ять захистів звання чемпіона, але незважаючи на бездоганний рекорд через маловидовищний стиль бою Деметріуса з ним відмовляються битися зірки середньої ваги — Геннадій Головкін та Сауль Альварес.
Після перемоги Ендреда 19 листопада 2021 року над Джейсоном Квіглі (Ірландія) Світова боксерська організація зобов'язала його провести обов'язковий захист титулу проти Жанібека Алімханули (Казахстан), але потім дозволила провести бій з Заком Паркером (Велика Британія) у другій середній вазі із збереженням звання чемпіона в середній. Бій з Паркером не відбувся через травму Ендреда, і WBO знов зобов'язала Ендреда провести захист проти Жанібека Алімханули, але у серпні 2022 року він відмовився від титулу чемпіона у зв'язку з переходом до другої середньої ваги. 7 січня 2023 року з перемоги над Демондом Ніколсоном (США) дебютував у другій середній вазі.
25 листопада 2023 року зустрівся в бою з «тимчасовим» чемпіоном WBC у другій середній вазі Девідом Бенавідесом і зазнав першої в кар'єрі поразки, відмовившись від продовження бою після шостого раунду.